# South Lancaster (Massachusetts)
South Lancaster es un lugar designado por el censo ubicado en el condado de Worcester en el estado estadounidense de Massachusetts. En el Censo de 2010 tenía una población de 1.894 habitantes y una densidad poblacional de 547,77 personas por km².

## Geografía
South Lancaster se encuentra ubicado en las coordenadas 42°26′13″N 71°41′50″O / 42.43694, -71.69722. Según la Oficina del Censo de los Estados Unidos, South Lancaster tiene una superficie total de 3.46 km², de la cual 3.42 km² corresponden a tierra firme y (1.12%) 0.04 km² es agua.

## Demografía
Según el censo de 2010, había 1.894 personas residiendo en South Lancaster. La densidad de población era de 547,77 hab./km². De los 1.894 habitantes, South Lancaster estaba compuesto por el 79.14% blancos, el 10.61% eran afroamericanos, el 0.16% eran amerindios, el 1.37% eran asiáticos, el 0% eran isleños del Pacífico, el 6.02% eran de otras razas y el 2.69% pertenecían a dos o más razas. Del total de la población el 9.4% eran hispanos o latinos de cualquier raza.